# Lagos
Lagos (/ˈleɪgɒs/ hay ˈlɑːgəʊs) là thành phố lớn nhất Nigeria và là một trong những thành phố đông dân nhất châu Phi với số dân 21 triệu người theo thống kê năm 2012. Lagos là thành phố phát triển nhanh thứ 2 ở châu Phi và thứ 7 trên thế giới. Từ năm 1991 trở về trước, Lagos là thủ đô của Nigeria (nay là thành phố Abuja).

## Lịch sử
Lagos từng là một trại chiến tranh của các thành viên đế chế Benin, những người này gọi Lagos là Eko. Yoruba vẫn sử dụng tên Eko để chỉ Lagos. Lagos, có nghĩa là "hồ", là tên được những người Bồ Đào Nha đặt cho nó. Bang Lagos ngày nay có tỷ lệ người Awori cao, họ di cư đến vùng này từ Isheri dọc theo sông Ogun. Trải qua suốt lịch sử, nó từng là nơi mà chiến tranh của nhiều nhóm dân tộc đã từng định cư ở đây. Theo sau sự định cư của nhóm quý tộc Awori, cuộc chinh phục của các lãnh chúa Bini của Benin, bang này đầu tiên trở thành nơi chú ý của người Bồ Đào Nha vào thế kỷ 13.
Nhà thám hiểm Bồ Đào Nha Rui de Sequeira đến vùng đất này năm 1472, đặt tên khu vực quanh thành phố là Lago de Curamo. Một giải thích khác cho rằng Lagos được đặt theo tên của Lagos, Bồ Đào Nha - một thị trấn miền biển, vào thời điểm đó là trung tâm chính của cuộc thám hiểm người Bồ Đào Nha kéo dài xuống bờ biển châu Phi, và tên riêng có nguồn gốc từ tiếng Latinh Lacobriga.
Lagos chính thức bị sáp nhập thành thuộc địa Lagos của Anh năm 1861. Điều này có tác động kép đến chế độ buôn bán nô lệ và thiết lập sự kiểm soát của Anh đối với việc buôn bán dầu cọ và các hàng hóa khác. Phần còn lại của Nigeria ngày nay bị chiếm giữ vào năm 1887, và khi chế độ thuộc địa và bảo hộ Nigeria được thiết lập năm 1914, Lagos được tuyên bố là thủ đô, và cho đến khi độc lập khỏi Anh năm 1960. Cùng với những người di cư từ khắp Nigeria và những người đến từ các quốc gia Tây Phi khác là những người từng là nô lệ đã hồi hương được gọi là Creoles, họ đến Lagos từ Freetown, Sierra Leone, Brazil và Tây Ấn. Những người Creole đã góp phần vào sự hiện đại hóa của Lagos và kiền thức của họ về kiến trúc Bồ Đào Nha có thể vẫn được thấy đây đó trên Đảo Lagos.
Lago trải qua thời kỳ phát triển nhanh trong suốt thập niên 1960 và 1970 như là một quả bom kinh kế của Nigeria trước khi bắt đầu cuộc Nội chiến Nigeria. Lagos là thủ đô của Nigeria từ năm 1914 đến 1991.

## Địa lý

### Lagos đất liền
Hầu hết dân sư sống trên phần đất liền, và hầu hết các hoạt động công nghiệp cũng ở đây. Lagos nổi tiếng với âm nhạc và cuộc sống về đêm, thường diễn ra ở những khu vực quanh Yaba và Surulere. Các khu vực của Lagos trên đất liền gồm Ebute-Meta, Surulere, Yaba (có đại học Lagos) và Ikeja, Sân bay quốc tế Murtala Muhammed và trung tâm của bang Lagos.
Vùng đô thị Lagos bao gồm Mushin, Maryland, Somolu, Oshodi, Oworonsoki, Isolo, Ikotun, Agege,Iju Ishaga, Egbeda, Ketu, Bariga, Ipaja, Ajah và Ejigbo.
Thành phố Lagos là thành phố chính của miền tây nam Nigeria. Các sông như Badagry chảy song song với bờ biển trước khi đổ vào biển qua các đê cát.

### Thời tiết
| Dữ liệu khí hậu của Lagos                  | Dữ liệu khí hậu của Lagos | Dữ liệu khí hậu của Lagos | Dữ liệu khí hậu của Lagos | Dữ liệu khí hậu của Lagos | Dữ liệu khí hậu của Lagos | Dữ liệu khí hậu của Lagos | Dữ liệu khí hậu của Lagos | Dữ liệu khí hậu của Lagos | Dữ liệu khí hậu của Lagos | Dữ liệu khí hậu của Lagos | Dữ liệu khí hậu của Lagos | Dữ liệu khí hậu của Lagos | Dữ liệu khí hậu của Lagos |
| Tháng                                      | 1                         | 2                         | 3                         | 4                         | 5                         | 6                         | 7                         | 8                         | 9                         | 10                        | 11                        | 12                        | Năm                       |
| ------------------------------------------ | ------------------------- | ------------------------- | ------------------------- | ------------------------- | ------------------------- | ------------------------- | ------------------------- | ------------------------- | ------------------------- | ------------------------- | ------------------------- | ------------------------- | ------------------------- |
| Trung bình ngày tối đa °C (°F)             | 32.2 (90.0)               | 33.1 (91.6)               | 32.7 (90.9)               | 32.1 (89.8)               | 30.9 (87.6)               | 29.2 (84.6)               | 28.1 (82.6)               | 28.1 (82.6)               | 28.9 (84.0)               | 30.4 (86.7)               | 31.0 (87.8)               | 31.9 (89.4)               | 30.7 (87.3)               |
| Tối thiểu trung bình ngày °C (°F)          | 22.3 (72.1)               | 23.5 (74.3)               | 23.8 (74.8)               | 23.6 (74.5)               | 23.1 (73.6)               | 22.6 (72.7)               | 22.1 (71.8)               | 21.7 (71.1)               | 21.9 (71.4)               | 22.3 (72.1)               | 22.6 (72.7)               | 22.4 (72.3)               | 22.7 (72.8)               |
| Lượng mưa trung bình mm (inches)           | 14.3 (0.56)               | 42.0 (1.65)               | 77.1 (3.04)               | 142.4 (5.61)              | 204.8 (8.06)              | 312.2 (12.29)             | 256.9 (10.11)             | 112.4 (4.43)              | 167.1 (6.58)              | 135.8 (5.35)              | 54.0 (2.13)               | 19.0 (0.75)               | 1.538 (60.56)             |
| Số ngày mưa trung bình                     | 1.5                       | 2.7                       | 6.4                       | 8.9                       | 12.4                      | 16.2                      | 13.2                      | 11.6                      | 12.7                      | 10.9                      | 4.9                       | 1.4                       | 102.8                     |
| Số giờ nắng trung bình tháng               | 164.3                     | 169.5                     | 173.6                     | 180.0                     | 176.7                     | 114.0                     | 99.2                      | 108.5                     | 114.0                     | 167.4                     | 186.0                     | 192.2                     | 1.845,4                   |
| Nguồn 1: World Meteorological Organization |                           |                           |                           |                           |                           |                           |                           |                           |                           |                           |                           |                           |                           |
| Nguồn 2: Hong Kong Observatory (sun only)  |                           |                           |                           |                           |                           |                           |                           |                           |                           |                           |                           |                           |                           |

## Kinh tế
Lagos là trung tâm tài chính của Nigeria, có GDP chiếm tỷ lệ cao của quốc gia này. Hầu hết các hoạt động thương mại tài chính và kinh tế diễn ra tại Quận thương mại trung tâm trên đảo. Đây cũng là nơi có nhiều ngân hàng thương mại và cơ quan tài chính đặt trụ sở. Lagos là nơi có tiêu chuẩn sống cao nhất so với các thành phố khác ở Nigeria cũng như ở châu Phi.
Cảng Lagos là cảng hàng đầu của Nigeria và là một trong những cảng lớn nhất và bận rộn nhất châu Phi. Nó nằm dưới sự quản lý và điều hành bởi Cảng vụ Nigerian và nó gồm 3 phần chính: Cảng Lagos, Apapa (nhà ga container) và Tin.
Cảng đã tăng trưởng về lượng dầu thô xuất khẩu, với số lượng tăng từ 1997 và 2000. Các sản phẩm dầu và dầu mỏ mang lại 14% GDP và 90% tổng nguồn thu ngoại tệ của Nigeria.